# Dalbergia sissoo
Il palissandro Shisham (Dalbergia sissoo Roxb. ex DC., 1825) è un albero appartenente alla famiglia delle Fabacee, nativo del subcontinente indiano e dell'Iran meridionale.

## Descrizione
Il tronco può raggiungere i 25 metri di altezza.
I fiori sono da bianchi a rosa e i frutti contengono 1-5 semi.